# Slabikotvorná souhláska
Slabikotvorná souhláska je souhláska, která je schopná plnit funkci jádra slabiky místo samohlásky. Slabikotvorné souhlásky se vyskytují jen v některých jazycích, přičemž tatáž souhláska může v jednom jazyku vystupovat současně jako slabikotvorná i jako běžná souhláska.
Slabikotvornou funkci mohou plnit sonory (např. r, l), nosovky (m, ɲ, ŋ, n) a sykavky.
V češtině jsou známé zejména slabikotvorné r (krk) a l (vlk), příležitostně ale tuto funkci plní i další souhlásky (pst, sedm).
Slabikotvorné souhlásky se chovají jako samohlásky, takže mohou rozlišovat délku (např. dlouhé ŕ, ĺ ve slovenštině – mŕtvy, dĺžka). Přesto nemají slabikotvorné souhlásky všechny vlastnosti vokálů; ačkoliv sonory [l], [r], [m] a [n] také nesou melodii řeči, jsou jinak determinované relativně krátkým trváním a omezenou možností realizace přízvuku. 
Slabikotvorné r v sanskrtu je přímo řazené mezi samohlásky a píše se jiným písmenem (ऋ) než r s funkcí souhlásky (र).
Souhlásky r a l někde mají stejný foném. Ale lze je odlišit.